# Władysław Miszałowski
Władysław Miszałowski (ur. 27 sierpnia 1867, zm. 12 października 1928 w Pułtusku) – pułkownik piechoty Wojska Polskiego.

## Życiorys
Urodził się 27 sierpnia 1867. W 1889 uzyskał świadectwo Męskiego Gimnazjum Klasycznego w Kaliszu. Po odzyskaniu przez Polskę niepodległości został przyjęty do Wojska Polskiego. Od 14 stycznia do 4 czerwca 1919 pełnił funkcję dowódcy 62 Pułk Piechoty. W 1923 był na liście oficerów przeniesionych w stan spoczynku. Zmarł 12 października 1928 w Pułtusku.